# I promessi sposi (film 1913 Del Colle)
I promessi sposi è un film muto del 1913 diretto da Ubaldo Maria Del Colle, tratto dal romanzo omonimo di Alessandro Manzoni, prodotto dalla "Pasquali" di Torino.
Non va confuso col film omonimo prodotto nello stesso anno dalla "Ambrosio film" e diretto da Eleuterio Rodolfi.

## Trama
Nel 1628, nel Ducato di Milano soggetto al dominio spagnolo, in una località sul lago di Como, il signorotto Don Rodrigo vuole sedurre Lucia, giovane del luogo fidanzata con Renzo, e minaccia il curato don Abbondio affinché non celebri il loro matrimonio. I due giovani, aiutati dal Frate Cristoforo, sono costretti a fuggire, andando così incontro ad ogni sorta di peripezie. Lui, coinvolto in una sommossa milanese, deve fuggire a Bergamo, lei viene rapita, con la complicità della Monaca di Monza, dall'Innominato, che poi si converte e la libera.
In seguito tutto viene travolto dalla peste che, portata dagli invasori Lanzichenecchi, fa strage tra la popolazione di ogni ceto. Renzo e Lucia, sopravvissuti al contagio, si ritrovano nel Lazzaretto di Milano e grazie al Frate, ormai morente, superano le ultime difficoltà. Possono così finalmente sposarsi e avere una famiglia, rievocando le loro disavventure come una prova a cui li ha sottoposti la Divina Provvidenza.

## Produzione
Diretto da Del Colle e uscito nel giugno 1913, questo film fu uno dei due realizzati in quello stesso anno, tratti dal famoso romanzo del Manzoni (l'altra versione fu prodotta dalla "Ambrosio" e diretta da Eleuterio Rodolfi): questa edizione venne presentata come «un'opera d'arte nazionale di metri 2.000».

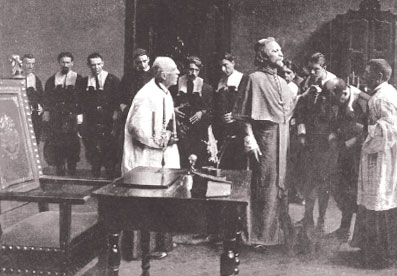
Fotogramma del film. Orlando Ricci interpretò il cardinale Borromeo

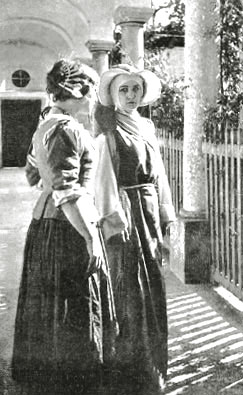
Foto di scena con Cristina Ruspoli e Maria Gandini

L'uscita quasi contemporanea di due pellicole ispirate alle vicende di Renzo e Lucia, motivata anche dalla ricorrenza del 40.mo anniversario della morte di Manzoni, costituì un clamoroso caso di diretta concorrenza tra le società [produttrici] torinesi, che, in quello stesso anno, si scontreranno ancora più pesantemente approntando due versioni de Gli ultimi giorni di Pompei, dando luogo ad uno scontro che arrivò nei tribunali sia in Germania, che in Italia.
Lo sviluppo di questa accesa concorrenza su tematiche simili si inquadrava in un periodo particolarmente felice della cinematografia italiana. «Gli anni che vanno dal 1912 al 1914 - ha scritto Brunetta - segnano la grande espansione e il consolidamento delle strutture: l'industria [cinematografica] italiana gode del suo momento di massimo splendore e successo», al punto che le esportazioni di pellicole italiane verso il solo mercato statunitense superano nel 1912 la somma di un milione e 300.000 lire. Sull'onda di questo sviluppo, in quegli anni entrambe le case di produzione torinesi coinvolte nella gara aprono nuovi stabilimenti, la "Pasquali" nel 1911 a Roma, mentre la "Ambrosio" amplia nel 1913 gli impianti torinesi e ne realizza di nuovi a Bologna e a Napoli.
La gara con la "Ambrosio" per arrivare prima sugli schermi con la riduzione manzoniana fu vinta dalla "Pasquali", in quanto questo film di Del Colle uscì circa due mesi prima dell'altro, dato che venne girato in solo 28 giorni di lavorazione. L'opera ebbe un grande successo e fu presentata in alcune occasioni anche a Corte, sia a Torino che nella Capitale, ottenendo vivi elogi. La pellicola ebbe anche una distribuzione all'estero, negli Stati Uniti (dove il film fu presentato con il titolo The bethroted e fu segnalato anche qui per il contenzioso con la pellicola concorrente), in Gran Bretagna ed in America Latina. In alcuni casi le due pellicole vennero anche presentate assieme nella stessa sala cinematografica, fatto che suscitò diversi commenti critici.
Della versione "Pasquali" dei Promessi sposi è sopravvissuta una copia, attualmente conservata presso una cineteca francese

## Accoglienza
I commenti al film tratto dal racconto manzoniano (che già nel 1909 era stato portato sugli schermi in una prima versione prodotta dalla milanese "Comerio" e diretta da Morais, oggi perduta) furono positivi. «Perfetta ricostruzione di ambienti, di persone e di cose alla quale la "Pasquali film" si è accinta con un puro senso di nobilissima arte», scrisse l'anonimo recensore de il Giornale d'Italia del 31 luglio 1913, mentre il periodico torinese Vita cinematografica apprezzò in particolare «il movimento delle masse nelle impressionanti scene della peste di Milano, del saccheggio dei Lanzichenecchi e in quelle strazianti svolgentesi nel Lazzaretto». Giudizio confermato anche retrospettivamente: «anche se non raggiunse le rifiniture e lo splendore scenografico della versione "Ambrosio", ebbe maggior vivezza di recitazione».